# Ptychoglossus eurylepis
Ptychoglossus eurylepis là một loài thằn lằn trong họ Gymnophthalmidae. Loài này được Harris & Rueda mô tả khoa học đầu tiên năm 1985.